# 267 Тірца
267 Тірца (267 Tirza) — астероїд головного поясу, відкритий 27 травня 1887 року Огюстом Шарлуа у Ніцці.